# Súng trường Arisaka Type 99
Súng trường Arisaka Kiểu 99 (Tiếng Nhật 九九式小銃, Kyuukyuu-shiki syoujyuu hoặc Kyuukyuu-shiki tyousyoujyuu) là loại súng trường tiêu chuẩn của lục quân đế quốc Nhật Bản trong thế chiến thứ hai. Đây là kiểu súng trường lên đạn từng viên bằng khóa nòng (giống Mosin-Nagant của Nga hay Karabiner 98k của Đức).

## Thiết kế
Súng trường Arisaka Type 99 ra đời năm 1939 (theo lịch Thiên Hoàng thì đó là năm 2599). Type 99 là kiểu súng thay thế cho Shiki 38 vốn đã lạc hậu. Súng trường Shiki 38 được sử dụng từ chiến tranh Nga-Nhật. Cả hai đều là súng trường hoạt động kiểu lên đạn từng viên (lên đạn bằng khóa nòng sau mỗi lần bắn). Thay đổi lớn nhất của thiết kế súng này là cỡ nòng được tăng lên 7.7 mm. Mặc dù có cơ cấu hoạt động giống với khẩu Karabiner 98k, súng trường lên đạn phát một tiêu chuẩn của Đức Quốc xã nhưng khẩu Súng trường Arisaka Kiểu 99 không ưu việt bằng: nó bắn chậm hơn (khoảng 15 phát/phút, so với 20 phát/phút của Kar98k), yếu hơn (đạn của khẩu Type 99 là 7.7mm, còn của khẩu Kar98k là 7.92x57mm Mauser), và khó bảo trì hơn (do nòng của nó nhỏ hơn). Súng trường Arisaka Kiểu 99 được sản xuất tại 9 xưởng vũ khí khác nhau trong đó có 7 xưởng đặt tại Nhật Bản và 2 xưởng còn lại đặt tại Jinsen (Triều Tiên) và Phụng Thiên (Trung Quốc).
Ưu điểm của kiểu súng này là nhỏ, nhẹ, bắn chính xác và ngoài ra còn được trang bị khả năng chống không tầm thấp. Tuy nhiên loại súng này nhanh chóng trở nên lỗi thời trước các loại súng trường bán tự động của phe Đồng Minh. Ngoài ra khả năng chống không của kiểu súng trường này có ý nghĩa về mặt tâm lý là chủ yếu vì gần như là không thể bắn hạ những chiếc máy bay tốc độ cao của phe Đồng Minh như F6F Hellcat và F4U Corsair bằng súng trường. Vào giai đoạn cuối của thế chiến thứ hai (từ 1944 đến 1945) rất nhiều súng loại này chưa được hoàn thiện do bị rút ngắn quy trình sản xuất vẫn được đưa ra chiến trường nên chất lượng không được đảm bảo và đôi khi còn gây ra nguy hiểm cho người bắn.

## Lịch sử hoạt động
Lục quân đế quốc Nhật Bản đã có ý định thay thế hoàn toàn Shiki 38 bằng Arisaka Type 99 trong suốt toàn bộ cuộc chiến nhưng do những thất bại liên tiếp trên chiến trường Thái Bình Dương nên việc thay thế đã không được hoàn thành và cả hai kiểu súng trường này đều được sử dụng đồng thời trong cuộc chiến. Không chỉ có quân Nhật sử dụng loại súng này mà nó còn được những người tham gia chống Nhật tịch thu từ chính tay lính Nhật. Trong Cách mạng Tháng Tám tại Việt Nam, Việt Minh đã sử dụng nhiều súng trường tịch thu từ Nhật. Sau 1945, Quân đội Nhân dân Việt Nam thu được số lượng lớn súng trường Arisaka từ các đơn vị Nhật đồn trú ở Đông Dương và sử dụng lại trong chiến đấu chống Pháp (cả phiên bản nòng dài của bộ binh và carbine nòng ngắn của kỵ binh). Thậm chí cả trong chiến tranh Việt Nam sau này, súng trường Arisaka còn được trang bị cho lực lượng không chính quy.
Súng trường Kiểu 99 có 4 phiên bản: súng trường ngắn, súng trường dài, súng trường chuyên biệt cho lính dù và súng bắn tỉa. Tất cả bốn phiên bản này đều ngừng sản xuất khi Chiến tranh thế giới thứ hai kết thúc do đã quá lỗi thời. Tuy nhiên, trong cuộc chiến tranh Triều Tiên (1950-1953), những người lính phe Cộng sản Trung Quốc và Bắc Triều Tiên đã sử dụng rất nhiều súng loại này do Liên Xô cung cấp. Số súng này Liên Xô có được nhờ tịch thu từ cuộc tấn công đạo quân Quan Đông Nhật Bản tại Mãn Châu và Triều Tiên vào tháng 8 1945.

## Quốc gia sử dụng
- Đế quốc Nhật Bản
- Nhật Bản
- Nhật Bản
- Đế quốc Việt Nam
- Trung Quốc
- Thái Lan
- Việt Minh
- Việt Nam Dân chủ Cộng hòa
- Cộng hòa Miền Nam Việt Nam
- Việt Nam
- Lào
- Campuchia
- Indonesia
- Philippines
- Quần đảo Marshall
- Hàn Quốc
- Cộng hòa Dân chủ Nhân dân Triều Tiên
- Malaysia